# Panzergrenadierbrigade 31
Die Panzergrenadierbrigade 31 „Die Oldenburgische“ (PzGrenBrig 31) war eine Brigade des Heeres der Bundeswehr, die bis zu ihrer Umgliederung 1993 zur Luftlandebrigade 31 der 11. Panzergrenadierdivision unterstand. Sitz des Stabes war das niedersächsische Oldenburg. Der Stationierungsraum der Brigade umfasste im nördlichen Niedersachsen das Gebiet zwischen Weser und Ems. Sie hatte deshalb den Beinamen „Die Oldenburgische“, der später auch der Luftlandebrigade 31 verliehen wurde, in der die Panzergrenadierbrigade 31 im Jahr 1993 aufging.

## Geschichte

### Heeresstruktur 2
Am 1. Juli 1960 wurde die Panzergrenadierbrigade in Oldenburg aufgestellt und der 11. Panzergrenadierdivision unterstellt. Hierzu traten erste Teile des Stabes/PzGrenBrig 31 in der Oldenburger Hindenburg-Kaserne zusammen, um organisatorische Vorbereitungen zu treffen.
Die Aufstellung der Verbände war in unterschiedlichen Standorten erfolgt. So war das PzGrenBtl 312 von Hannover über Dedelstorf nach Delmenhorst verlegt worden.
1961 (Heeresstruktur 2) gehörten zur Panzergrenadierbrigade 31 folgende Verbände und Einheiten:
- Stab/Stabskompanie
- Panzergrenadierbataillon 311 (mot)
- Panzergrenadierbataillon 312 (SPz)
- Panzergrenadierbataillon 313
- Panzerbataillon 314
- Feldartilleriebataillon 315
- Versorgungsbataillon 316
- Feldersatzbataillon 317 (Geräteeinheit, inaktiv)
- Panzerjägerkompanie 310
- Panzeraufklärungskompanie 310
- ABC-Abwehrkompanie 310
- Panzerpionierkompanie 310
- Flugabwehrbatterie 310
- Panzerspähzug 310

### Heeresstruktur 3
Die Panzergrenadierbataillone 311 und 312 erhielten 1972 den Schützenpanzer Marder. 1972 verlegte die Panzerpionierkompanie 310 von Oldenburg nach Delmenhorst. 1975 wurde das Versorgungsbataillon 316 außer Dienst gestellt. Die Brigade erhielt jedoch darauf eine Instandsetzungskompanie 310 und Nachschubkompanie 310, die aus Teilen des aufgelösten Versorgungsbataillons 316 aufgestellt wurden. Das Fallschirmjägerbataillon 313 wurde ausgegliedert und als Fallschirmjägerbataillon 272 der neuaufgestellten Fallschirmjägerbrigade 27 unterstellt.

### Heeresstruktur 4
1982 (Heeresstruktur 4) unterstanden folgende Verbände und Einheiten:
- Stab/Stabskompanie in Oldenburg
  - Panzerjägerkompanie 310 in Oldenburg
  - Panzerpionierkompanie 310 in Delmenhorst
  - Instandsetzungskompanie 310 in Oldenburg
  - Nachschubkompanie 310 in Oldenburg
  - Panzergrenadierbataillon 311 (gemischt) in Varel
  - Panzergrenadierbataillon 312 in Delmenhorst
  - Panzergrenadierbataillon 313 in Varel
  - Panzerbataillon 314 in Oldenburg
  - Panzerartilleriebataillon 315 in Wildeshausen
  - Feldersatzbataillon 113 in Oldenburg (Geräteeinheit, inaktiv)

Die Brigade umfasste im Herbst 1989 in der Friedensgliederung etwa 3150 Soldaten. Die geplante Aufwuchsstärke im Verteidigungsfall lag bei rund 3550 Mann. Zum Aufwuchs war die Einberufung von Reservisten und die Mobilmachung von nicht aktiven Truppenteilen vorgesehen. Zum Ende der Heeresstruktur 4 im Herbst 1989 war die Brigade weiter Teil der 11. Panzergrenadierdivision und gliederte sich grob in folgende Truppenteile:
- Stab/Stabskompanie Panzergrenadierbrigade 31, Oldenburg
  -  Panzerjägerkompanie 310, Oldenburg
  -  Panzerpionierkompanie 310, Delmenhorst
  -  Nachschubkompanie 310, Oldenburg
  -  Instandsetzungskompanie 310, Oldenburg
  -  Panzergrenadierbataillon 311 (teilaktiv), Varel
  -  Panzergrenadierbataillon 312, Delmenhorst
  -  Panzergrenadierbataillon 313, Varel
  -  Panzerbataillon 314, Oldenburg
  -  Panzerartilleriebataillon 315, Wildeshausen

### Heeresstruktur 5 bis zur Auflösung
1990 (Heeresstruktur 5) unterstanden folgende Verbände und Einheiten:
- Stab/Stabskompanie in Oldenburg
- Panzerbataillon 311 in Delmenhorst
- Panzergrenadierbataillon 312 in Delmenhorst
- Panzergrenadierbataillon 313 in Varel
- Panzerbataillon 314 in Oldenburg
- Panzerartilleriebataillon 315 in Wildeshausen
- Feldersatzbataillon 113 in Oldenburg (Geräteeinheit, inaktiv)
- Panzerjägerkompanie 310 in Oldenburg
- Panzerpionierkompanie 310 in Delmenhorst
- Nachschubkompanie 310 in Oldenburg
- Instandsetzungskompanie 310 in Oldenburg

Die Brigade wurde im März 1993 mit der Luftlandebrigade 27 aus Lippstadt, im Rahmen der Nachsteuerung zur Heeresstruktur 5, zur neuen Luftlandebrigade 31 fusioniert. Die neue Brigade deutete mit ihrer Bezeichnung als 31. Brigade auf ihre Herkunft hin. Die alte Brigade hörte damit aber de facto auf zu existieren. Die neue Brigade wurde dem Kommando Luftbewegliche Kräfte/4. Division in Regensburg (Quasi-Nachfolger der 1. Luftlandedivision) unterstellt.

### Kommandeure
Die Kommandeure der Brigade waren (Dienstgrad bei Kommandoübernahme):
| Nr. | Name                           | Beginn der Berufung | Ende der Berufung  |
| --- | ------------------------------ | ------------------- | ------------------ |
| 11  | Oberst Klaus Olshausen         | 1. Oktober 1990     | 31. März 1993      |
| 10  | Oberst Erich Becker            | 1. April 1988       | 30. September 1990 |
| 9   | Oberst Ernst Lissinna          | 1. April 1985       | 31. März 1988      |
| 8   | Brigadegeneral Hannsjörn Boës  | 1. April 1983       | 31. März 1985      |
| 7   | Brigadegeneral Rolf Zerling    | 17. September 1977  | 31. März 1983      |
| 6   | Oberst Gerhard Wachter         | 17. September 1976  | 16. September 1977 |
| 5   | Brigadegeneral Joachim Rensing | 22. September 1971  | 16. September 1976 |
| 4   | Brigadegeneral Werner Krieger  | 10. März 1969       | 21. September 1971 |
| 3   | Oberst Eduard Kaumanns         | 1. April 1968       | 9. März 1969       |
| 2   | Brigadegeneral Gerhard Münch   | 1. April 1964       | 31. März 1968      |
| 1   | Brigadegeneral Otto Uechtritz  | 1. Oktober 1960     | 31. März 1964      |

## Verbandsabzeichen

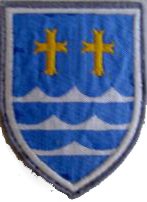
Gewebtes Verbandsabzeichen für den Dienstanzug

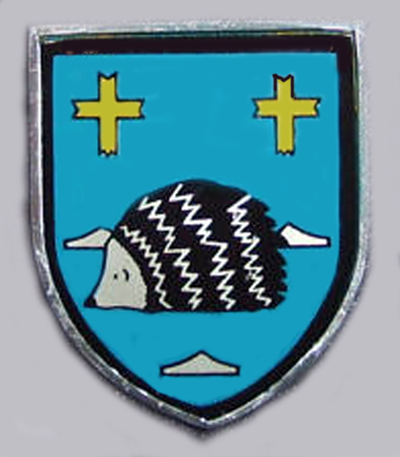
Internes Verbandsabzeichen des Stabes/Stabskompanie

Die Blasonierung des Verbandsabzeichens für den Dienstanzug der Angehörigen der Panzergrenadierbrigade 31 lautete:
 Silbern bordiert, in Blau zwei goldene Kreuze über drei silbernen Wellenfäden im Schildfuß.
Die Steckkreuze standen für das Oldenburger Land. Die Kreuze wurden auch als Nagelspitzkreuze oder Delmenhorster Kreuze wegen des Kreuzes im Wappen der Grafschaft Delmenhorst bezeichnet. Sie wurden ähnlich im Landeswappen Oldenburgs und im Wappen des Landkreises Oldenburg dargestellt. Die Verbandsabzeichen der Division und der unterstellten Brigaden waren bis auf die Borde identisch. In der Tradition der Preußischen Farbfolge erhielt das Verbandsabzeichen der Panzergrenadierbrigade 31 als „erste“ Brigade der Division einen weißen Bord.
Da sich die Verbandsabzeichen der Brigaden der Division nur geringfügig unterschieden, wurde stattdessen gelegentlich auch das interne Verbandsabzeichen des Stabes bzw. der Stabskompanie pars pro toto als „Abzeichen“ der Brigade genutzt. Es zeigte das Verbandsabzeichen mit schwarzem statt weißem Bord. Aufgelegt war ein schwarzer Igel.